# Рогожа Віталій Дмитрович
Віта́лій Дми́трович Рого́жа  (нар. 26 жовтня (24 листопада) 1947,  с. Мурахівка, Березнегуватський район, Миколаївська область, Українська РСР) — український поет, прозаїк, драматург. Автор романів “Запороги: роман-трилогія” ч. 1 “Петро Сагайдачний”, ч. 2 "Богдан Хмельницький", ч. 3 "Іван Мазепа" тощо.
Роман “Запороги: роман-трилогія” ч. 1 “Петро Сагайдачний” отримав премію Президента України «Українська книжка року» 2015 року.

## Біографія
Віталій Рогожа народився 26 жовтня 1947 році в селі Мурахівка, Березнегуватського району, Миколаївської області. Але за сімейними обставинами в свідоцтві про народження стоїть дата 24 листопада.
Вірші почав писати ще у школі, після закінчення якої приїхав до Миколаєва, працював на заводі імені 61-го Комунара. Закінчив Одеський інженерно-будівельний інститут. З дитинства полюбляв читати книги, був активним читачем бібліотек. Любов до слова привела його до Миколаївського обласного літературного об'єднання при газеті “Южная правда”, яке очолював письменник Михайло Божаткін. Першими наставниками Віталія у літературній творчості стали поети В'ячеслав Качурін, Еміль Январьов та прозаїк Олександр Сизоненко.

### Історична трилогія «Запороги»:
```
1. «Петро Сагайдачний»
 (Київ: Самміт-Книга, 2014)  Петро Сагайдачний, видатний учень Руського вищого навчального закладу Острозької Академії, заснованого на двісті років раніше Московського Університету, ще під час навчання написав богословський трактат, який отримав визнання серед православних богословів того часу. Поза тим, він залишив блискучу релігійну кар’єру і пов’язав свою долю з Запорозьким військом. За короткий час озброїв його сучасною вогнистою зброєю, і вишколив так, що по свідченням сучасників, воно не мало собі рівних.  Підтвердженням того є неперевершені морські битви з Турецьким флотом, у яких його військо завжди отримувало перемоги, незважаючи на переваги противника у кількості і озброєнні. В одній морській битві він зумів полонити адмірала турецького флоту! Весь світ захоплювався його взяттям турецького міста-фортеці Синоп, захисників якого було у семеро більше! То було подією, що виходила за межі можливого.  Відгукнувшись на прохання звільнити з оточення під Москвою польського королевича Владислава, переможними боями пройшов з двадцятитисячним військом Рязанське і Московське князівства. На підступах до Москви біля Донського монастиря його зустріло московське військо на чолі з найвидатнішим полководцем Москви, князем Пожарським, щоб не допустити з’єднання козацького війська з польським. Але військо московських ратників по свідченню російського історика Соловйова, побачивши козацьке військо застигло від жаху та не ступило з місця, доки не пройшов Сагайдачний і взяв у облогу Москву.  Але найвизначнішу перемогу, при героїчній участі Запорожців керованих Сагайдачним, Речпосполита отримала над Турецьким військом у Хотинській битві. Учасник тих подій Якуб Собеський, так відзначив звитягу Сагайдачного:  «Сей Петро Сагайдачний настільки підіймався над своїм простим походженням способом життя, своїм розумом, визначною зрілістю гадок, що з повною справедливістю мусить бути зачислений до найвизначніших людей Польщі. Поранений, він всю битву у Хотині провів на коні, що незмірно збільшувало його славу серед турків. І взагалі, був се чоловік велимо духу, в битві перший, у відступленню останній». Це його загін козаків у складі неповних триста шабель, перевершив звитягу трьохсот Спартанців, ставши на смерть щоб затримати на дві доби двохсоттисячне турецьке військо на переправі ріки Прут. Їх загибель дала можливість об’єднатися Запорозькому та Польсько-Литовському військам під Хотином. 
2. «Богдан Хмельницький»
 (Київ: Самміт-Книга, 2015)  Думаю, не існують у світі політики, крім московських, які до невпізнання спотворили би образ Богдана Хмельницького, хіба що польські. Сумно до болю стає від того, що українці цій брехні свято вірять. Здається, що може бути простішим, якщо не знайомий з першоджерелами, візьми праці правдивих істориків написані ще на початку двадцятого століття. Скажімо, Михайла Грушевського, Миколи Аркаса, і будеш знати всю правду про Хмельницького.  Бойове хрещення, не маючи військового вишколу, він отримав у битві польського війська проти турецького під Цецорою. То була страшна поразка поляків, при якій військо було розбите, загинув коронний гетьман Війська Польського Станіслав Жолкевський, а турки могли вільно пройти до незахищеної Варшави. Там загинув батько Хмельницького, а сам Богдан потрапив у турецький полон.  Після звільнення з полону Богдан Хмельницький понад двадцять років спокійно проживав у своєму хуторі Суботів, і за цей час маємо про нього лише одну звістку. У шістсот тридцять восьмому році, після розгрому польським військом повстання запорожців під проводом кошового отамана Карпа Павлюка, і звірячої розправи над козаками, гетьман Конецпольський призначив Хмельницького Генеральним писарем війська Запорозького, та змусив його від імені всіх козаків написати покаяння і клятву ніколи не виступати проти Польської корони. Руський люд жорстоко «викупали» у власній крові і «загнали у стійло». А Польща отримала десять років «золотого спокою».  Увесь цей час Хмельницький був Чигиринським сотником реєстрового козацького війська. Аж раптом польський король Владислав ухвалив рішення звільнити північні терени Чорного моря від Турецьких фортець і поселень. Без козаків то було неможливо. Тому й закликав він на таємну нараду декількох козацьких сотників серед яких був і Хмельницький. З того і почалися великі страждання, подвиги і слава Богдана Хмельницького.  Були неперевершені перемоги і поразки, було створення Гетьманської держави. Були особисті трагедії, втрати двох синів, знищення поляками вкупі з татарами квітучого Брацлавського воєводства. І постійні віроломні зради від поляків, татарів, московитів. Не було підписання Переяславських універсалів з Московським царем Олексієм Романовим. Не заводив Хмельницький європейську Русь у молох азійської Москви. Не було знищення ним величної держави Речі Посполитої. Не було грішного кохання з вихованою ним разом з дружиною, названою донькою Геленою. Все це вигадки, а правда про Богдана Хмельницького у другому романі трилогії «Запороги». 
3. «Іван Мазепа»
 (Київ: Самміт-Книга, 2015)  Мені би дуже хотілося знати, що відчував Іван Степанович Мазепа читаючи і підписуючи Коломацькі статті в яких говорилося:  «Гетьман, Запорозьке військо і малоросійський народ просять у великих государів і у великої государині… щоб їм бути при колишніх своїх правах та вольностях, чим ударований був попередній гетьман Богдан Хмельницький».  Іван Мазепа, на відміну від неосвідчених «великих государей і государини», добре знав історію Величної Русі, то як йому було підписувати ті статті в яких кожне слово цинічна брехня! Але мав їх підписувати, щоб об’єднати розшматовані сусідами на три частини Руські землі в одну Гетьманську Державу. Які, до реці не були власністю Московського царства! То звідки з'явився міф про зраду Мазепи?  І Петро Романов, і Іван Мазепа самовіддано йшли до створення держави власного народу! Різниця між ними була у баченні, якою буде майбутня власна держава. Якщо Мазепа хотів створити державу руського народу союзною московській, то Петро бачив Мазепу одним із своїх слуг, а руський народ лише асимільованим у власному московському!   Звідси і виникає питання зради. Я не маю жодного сумніву, що з них двох зрадником є Петро Романов! І пропонований читачеві роман повинен його переконати у цьому. Я повернувся до цієї теми ради одного, між двома сусідніми народами повинна панувати історична правда, і справедливість. То буде запорукою подальшого спільного щасливого сусідського співжиття. Хтось може сказати, що правда у кожного своя. Але є вища правда, правда Божа, в основі якої закладена одна найвища чеснота, отримана людиною від Бога разом з живою душею, то любов до ближнього! Не зло, не насилля, не підкорення власній волі ближнього, а добро, взаємодопомога і повага! Хто із двох героїв мого роману був ближчим до Божого розуміння людських взаємовідносин? Беззаперечно Іван Мазепа!
```

### Роман в трьох книгах «На зламі імперій»
```
1. «Не віддаймо Україну нікому!»
 (Київ: Самміт-Книга, 2019).
```

Назва першої книги роману «На зламі імперій», «Не віддаймо Україну нікому!» є девізом полку ім. Павла Полуботка, створеного Миколою Міхновським у 1917 році в Києві.  У пропонованому романі вперше в художній літературі осмислюється трагічна і правдива історія становлення українського народу у двадцятому сторіччі. На тлі першої світової війни і зламу головних європейських імперій, показано національ-визвольну боротьбу українського народу.  Ця боротьба розпочалася стрімко і потужно. Однак, керманичі українського народу, Грушевський, Винниченко, Скороподський, Петлюра, не зуміли інтереси творення держави поставити вище політичних уподобань, та особистих амбіцій. Головні герої роману вихідці із Миколаєва і Херсонської губернії. Це батько і син Аркаси, Лев Троцький, брати Ярошенко, Ісак Мусін та його сім’я. Серед головних героїв Євген Коновалець, Дмитро Донцов, Микола Міхновський, а також вороги України Муравйов, Денікін, Ленін, Фрунзе. У романі правдиво показана роль армії Нестора Махно, Січових Стрільців Євгена Коновальця, військових об’єднань Петра Болбочана, та інших героїв тих подій. Правдиво висвітлено причини поразки Української Республіки у совєцько-українській війні. Ця історія взаємовідносин двох сусідніх народів, давно потребує правдивої оцінки у художній літературі.
2. «Голгофа Українського народу» (роман в процесі написання)
3. «Воля або смерть» (в планах автора)

### «Таємниця походження живої матерії»
(Київ: Самміт-Книга, 2020)

Автор виносить на суд читача роботу, яку можна віднести як до наукової, так і до науково-популярної літератури. В ній піднято важливі питання походження й розвитку людського суспільства. Теоретичні викладення підтверджуються положеннями із праць геніальних і видатних вчених, філософів і богословів. Книга розрахована як на підготовлену аудиторію, так і на людей, налаштованих на пошук істини у найпотаємніших і хвилюючих лабіринтах людського буття. Всебічно розглянуто головне питання, яке хвилює людство із часу свого самоусвідомлення: хто й з якою метою створив живу матерію, дав їй здатність мислити.